# Tröghetsnavigering
Tröghetsnavigering är en navigationsmetod. Under en period i mitten av 1900-talet utvecklades så kallade tröghetsnavigeringssystem (INS på engelska) som bygger på att man med noggranna accelerometrar mäter farkostens lägesändringar under färd och utifrån dessa beräknar dess position. 
Metoden är förenklat beskrivet en kontinuerlig positionskontroll utifrån farkostens accelerationer och matematisk omvandling av dessa till hastighet. Det viktigaste instrumentet i systemet är ett mycket precist gyroskop. Tröghetsnavigering kräver inga yttre hjälpmedel eller information, varför det med fördel används inom militära områden, och då främst av ubåtar eller artilleripjäser.